# Прокариоте
Прокариотске ћелије (грч. pro — “пре”, грч. karyon — “једро”; “пре једра”) су мале, једноставне грађе, опкољене ћелијским зидом и мембраном, а немају једро нити ћелијске органеле, осим рибозома. Прокариотским организмима припадају бактерије, aрхеје и модрозелене алге (цијанофите), док су сви остали организми, било једноћелијски, било вишећелијски, еукариоти.

## Структура цитоплазме
Генетички материјал (ДНК) се налази слободан, у делу цитоплазме који се назива нуклеоид (“сличан једру”, зато што није одвојен мембраном од осталог дела цитоплазме). ДНК је у облику прстена (кружна ДНК), и најчешће једна прокариотска ћелија има један молекул ДНК (један хромозом). Молекул ДНК је везан за протеине, али та веза није тако чврста и стабилна као код еукариота. Нуклеоид је веома динамична структура, што је вероватно повезано са тиме да се прокариотске ћелије деле на сваких 15—20 минута. Размножавају се простом ћелијском деобом (амитозом). Митоза и мејоза код њих не постоје.
Поред тога што нема право, диференцирано једро, прокариотска ћелија не садржи ни ћелијске органеле, осим рибозома у којима се синтетишу протеини. Рибозоми прокариота су ситнији од еукариотских и означавају се као 70С (С је коефицијент седиментације, тј. таложења, који одређује величину и облик неког молекула; назива се још и Сведбергова константа).

## Ванћелијске структуре
Ћелијски зид је јединствен по саставу јер садржи пептидогликане, полимере јединствене за прокариоте. За разлику од биљака еукариота, прокариотски ћелијски зид никада не садржи целулозу. Неке бактерије су осим ћелијским зидом обавијене још и капсулом која је изграђена од полисахарида или полипептида. 
Неке бактерије око ћелије образују огроман број протеинских филамената, тзв. пила, које служе за причвршћивање за одговарајућу подлогу. Покретљиве бактерије образују дугачке бичеве (флагелуме) изграђене од протеина флагелина.

## Функције
Иако је без ћелијских органела ова ћелија обавља сличне функције као и еукариотска и то у одређеним деловима ћелије. Ћелијско дисање обавља се помоћу низа ензима (респираторни ланац ензима) који су везани за ћелијску мембрану. Осим тога за мембрану је, најмање на једном месту, везана ДНК, а везани су и ензими који учествују у репликацији и деоби. Да би се укупна површина мембране повећала, а тиме и интензитет процеса везаних за њу, долази до образовања уврата мембране названих мезозоми. Код цијанобактерија, које могу да обављају фотосинтезу, за уврате мембране су везани пигменти и ензими који учествују у фотосинтези.

## Размножавање
Фисиона деоба је тип размножавања бактерија при коме се једна ћелија подели на две нове ћелије-бактерије. Брзина и интензитет размножавања су огромни о чему говори податак да се у повољним условима неке бактерије деле на сваких 20 до 30 минута. Пре деобе ДНК се причврсти за ћелијску мембрану, а затим се изврши њена репликација. Бактерија садрже 1 молекул ДНК у облику прстена, а после извршене репликације у ћелији су тада два молекула кружне ДНК. Новонастали молекул се причврсти за ћелијску мембрану поред старог молекула. Након тога се бактерија подели на два једнака или неједнака дела са по једним молекулом ДНК у сваком делу.